# San Jorge (Zacapa)
San Jorge (en honor a su santo patrono Jorge de Capadocia) es un municipio del departamento de Zacapa en la República de Guatemala.  Es uno de los municipios más nuevos del departamento, siendo el municipio N.º 336 de Guatemala cuando fue creado el 28 de enero de 2014. Cuenta con dieciocho mil habitantes, que habitan entre cinco aldeas y cuatro caseríos, en una extensión de 182 caballerías y 20 manzanas.

## Toponimia
El lugar fue conocido como «Llanetillos», hasta que el 24 de abril de 1935 —fecha en que la iglesia católica celebrara a San Jorge—, miembros del gobierno del presidente Jorge Ubico le dieron su nombre actual.[cita requerida]

## Geografía física

### Clima
La cabecera municipal de San Jorge tiene clima de estepa semiárida (Köppen: BSh).
| Parámetros climáticos promedio de San Jorge | Parámetros climáticos promedio de San Jorge | Parámetros climáticos promedio de San Jorge | Parámetros climáticos promedio de San Jorge | Parámetros climáticos promedio de San Jorge | Parámetros climáticos promedio de San Jorge | Parámetros climáticos promedio de San Jorge | Parámetros climáticos promedio de San Jorge | Parámetros climáticos promedio de San Jorge | Parámetros climáticos promedio de San Jorge | Parámetros climáticos promedio de San Jorge | Parámetros climáticos promedio de San Jorge | Parámetros climáticos promedio de San Jorge | Parámetros climáticos promedio de San Jorge |
| Mes                                         | Ene.                                        | Feb.                                        | Mar.                                        | Abr.                                        | May.                                        | Jun.                                        | Jul.                                        | Ago.                                        | Sep.                                        | Oct.                                        | Nov.                                        | Dic.                                        | Anual                                       |
| ------------------------------------------- | ------------------------------------------- | ------------------------------------------- | ------------------------------------------- | ------------------------------------------- | ------------------------------------------- | ------------------------------------------- | ------------------------------------------- | ------------------------------------------- | ------------------------------------------- | ------------------------------------------- | ------------------------------------------- | ------------------------------------------- | ------------------------------------------- |
| Temp. máx. media (°C)                       | 30.7                                        | 32.3                                        | 35.1                                        | 35.6                                        | 35.2                                        | 33.2                                        | 32.6                                        | 33.3                                        | 32.7                                        | 31.8                                        | 31                                          | 30.2                                        | 32.8                                        |
| Temp. media (°C)                            | 24.7                                        | 25.9                                        | 28.1                                        | 28.9                                        | 28.8                                        | 27.4                                        | 26.9                                        | 27.3                                        | 27                                          | 26.3                                        | 25.5                                        | 24.8                                        | 26.8                                        |
| Temp. mín. media (°C)                       | 18.8                                        | 19.6                                        | 21.1                                        | 22.3                                        | 22.5                                        | 21.6                                        | 21.2                                        | 21.3                                        | 21.3                                        | 20.9                                        | 20.1                                        | 19.5                                        | 20.9                                        |
| Precipitación total (mm)                    | 0                                           | 1                                           | 3                                           | 11                                          | 60                                          | 152                                         | 117                                         | 96                                          | 150                                         | 75                                          | 13                                          | 1                                           | 679                                         |
| Fuente: Climate-Data.org                    |                                             |                                             |                                             |                                             |                                             |                                             |                                             |                                             |                                             |                                             |                                             |                                             |                                             |

### Ubicación geográfica
San Jorge se encuentra en el departamento de Zacapa y sus colindancias son: 
- Norte:Estanzuela, municipio del departamento de Zacapa
- Sur: Chiquimula, municipio y cabecera del departamento homónimo
- Este: Zacapa, municipio y cabecera del departamento homónimo
- Oeste: Huité, municipio del departamento de Zacapa

|              | Norte: Estanzuela |              |
| Oeste: Huité |                   | Este: Zacapa |
|              | Sur: Chiquimula   |              |

## Gobierno municipal
Los municipios se encuentran regulados en diversas leyes de la República, que establecen su forma de organización, lo relativo a la conformación de sus órganos administrativos y los tributos destinados para los mismos.  Aunque se trata de entidades autónomas, se encuentran sujetos a la legislación nacional y las principales leyes que los rigen desde 1985 son:
| N.º | Ley                                                | Descripción |
| --- | -------------------------------------------------- | --- |
| 1   | Constitución Política de la República de Guatemala | Tiene una regulación legal específica para los municipios en los artículos 253 al 262. |
| 2   | Ley Electoral y de Partidos Políticos              | Ley de carácter constitucional aplicable a los municipios en el tema de la conformación de sus autoridades electas. |
| 3   | Código Municipal                                   | Decreto 12-2002 del Congreso de la República de Guatemala. Tiene la categoría de ley ordinaria y contiene preceptos generales aplicables a todos los municipios, e inclusive contiene legislación referente a la creación de los municipios.             |
| 4   | Ley de Servicio Municipal                          | Decreto 1-87 del Congreso de la República de Guatemala. Regula las relaciones entra la municipalidad y los servidores públicos en materia laboral. Tiene su base constitucional en el artículo 262 de la constitución que ordena la emisión de la misma. |
| 5   | Ley General de Descentralización                   | Decreto 14-2002 del Congreso de la República de Guatemala. Regula el deber constitucional del Estado, y por ende del municipio, de promover y aplicar la descentralización y desconcentración económica y administrativa.                                |

El gobierno de los municipios está a cargo de un Concejo Municipal mientras que el código municipal —ley ordinaria que contiene disposiciones que se aplican a todos los municipios— establece que «el concejo municipal es el órgano colegiado superior de deliberación y de decisión de los asuntos municipales […] y tiene su sede en la circunscripción de la cabecera municipal»; el artículo 33 del mencionado código establece que «[le] corresponde con exclusividad al concejo municipal el ejercicio del gobierno del municipio».
El concejo municipal se integra con el alcalde, los síndicos y concejales, electos directamente por sufragio universal y secreto para un período de cuatro años, pudiendo ser reelectos.
Existen también las Alcaldías Auxiliares, los Comités Comunitarios de Desarrollo (COCODE), el Comité Municipal del Desarrollo (COMUDE), las asociaciones culturales y las comisiones de trabajo. Los alcaldes auxiliares son elegidos por las comunidades de acuerdo a sus principios y tradiciones, y se reúnen con el alcalde municipal el primer domingo de cada mes, mientras que los Comités Comunitarios de Desarrollo y el Comité Municipal de Desarrollo organizan y facilitan la participación de las comunidades priorizando necesidades y problemas.

## Historia

### Época colonial
Desde el siglo xvii las llanuras que ocupa San Jorge atrajeron a colonos criadores de ganado. Uno de sus primeros pobladores fue el padre Nicolás de Peralta y Cisneros, primer párroco del lugar en 1661, hijo de un español peninsular y una criolla, que a su llegada estableció las haciendas «San Juan» y «San Nicolás», que dieron empleo a mestizos que se asentaron, se multiplicaron y se desarrollaron en este lugar.
Según su testamento, el cual obra en el Archivo General de Centro América, Nicolás de Peralta poseía dos casas en la hacienda «San Juan» y en una de ellas construyó un complejo molino hidráulico para moler trigo y otros granos, del cual derivó la tradición del pan casero y las quesadillas de arroz.

### Creación del municipio
La comunidad solicitó convertirse en municipio desde el 18 de diciembre de 2012, lo cual fue aprobado por urgencia nacional.

### Captura de Marlon Monroy Sánchez en 2017
Marlon Monroy Sánchez, entonces de 19 años de edad, fue capturado durante allanamientos antidrogas en San Jorge el 26 de abril de 2017; durante el allanamiento, los fiscales decomisaron armas, municipios, granadas y dinero en efectivo. Monroy Sánchez es hijo de Marlon Francesco Monroy Meoño —alias «el Fantasma»— quien antes de su captura en 2016 era considerado uno de los principales jefes del narcotráfico en Guatemala y quien fue extraditado a Miami (Florida) el 2 de noviembre de 2016 junto con su esposa.

### Asesinato de Manuel Salvador Villagrán Trujillo en 2017
Manuel Salvador Villagrán Trujillo era responsable de relaciones públicas en el municipio de San Jorge y también trabajó para varios medios en Zacapa, en el departamento oriental de Guatemala.
El jueves 19 de enero de 2017, viajaba en motocicleta hacia Zacapa para una reunión fuera de la comunidad de San Jorge. Fue alcanzado por varias balas. Los bomberos voluntarios locales no pudieron ayudarlo más.
En vista de la situación evidentemente muy peligrosa para los periodistas en Guatemala, el Comité de Libertad de Prensa (APG) anunció a nivel nacional e internacional el fracaso del gobierno guatemalteco ante los repetidos asesinatos y ataques contra periodistas.
Miami, (25 de enero de 2017). La Sociedad Interamericana de Prensa (SIP) condenó el asesinato del periodista guatemalteco Manuel Salvador Villagrán Trujillo y exhortó a las autoridades a investigar con urgencia para conocer el móvil y dar con los responsables. La organización hemisférica también expresó preocupación por las condiciones de riesgo en las que se ejerce el periodismo y reiteró el pedido nacional de que se tomen las medidas necesarias para garantizar la seguridad de los periodistas.

## Economía
Su economía se basa en agricultura tradicional y exportación, esta  zona es conocida por sus cultivos de melón, sandía, papaya, chile, tomate, maíz, frijol, maicillo, mango, limón y berenjena.